# Alger (pel·lícula)
Alger (títol original en anglès Algiers) és pel·lícula dirigida per John Cromwell i protagonitzada per Charles Boyer, Sigrid Gurie i Hedy Lamarr. Ha estat doblada al català. Basada en la novel·la “Pépé le Moko” de Henri La Barthe (1937) adaptada per John Howard Lawson i James M. Cain, va sobre un famós lladre de joies que s'amaga al laberíntic barri natal de la Casba d'Alger, que sentint-se empresonat en el seu exili autoimposat, surt de l'amagatall a causa d’una bella turista francesa que li recorda temps més feliços a París. Es va estrenar el 5 d’agost de 1938 La pel·lícula va ser nominada en quatre categories als premis Oscar. Està doblada al català.

## Argument
Pepe le Moko és un famós lladre que després del seu últim gran atracament ha fugit de França i s'amaga a la Casba d'Alger on s'acaba convertint en un dels líders del barri. Allà els policies no el poden capturar perquè es mou com el peix a l'aigua en aquell laberint de carrers. Janvier, un policia local que depèn del govern francès a París, està decidit a capturar Pepe i apaivagar els seus superiors, utilitzant tots els mitjans possibles. L'inspector Slimane, que veu regularment en Pepe a la Casba, es burla dels esforços de Janvier, i sap que el seu arrest només es pot aconseguir amb intel·ligència.
A partir d'una informació proporcionada per Regis, un lladre gelós de Pepe, Janvier fa una incursió al barri per capturar-lo. Regis l'avisa de la incursió a través d'Inés l'amant de Pepe,amb la idea de que quan surti sigui capturat però Pepe, que ja sospitava d'ells no fa res i quan la policia arriba es produeix un tiroteig. Pepe és lleugerament ferit però aconsegueix escapar. Durant la lluita, Gaby, una bella turista francesa, es troba en mig de la contesa per atzar i és ajudada per Slimane que la porta a una casa on es troba amb en Pepe. L'endemà, Gaby i la seva amiga Aicha han quedat per tal que Giraux, el ric promès de Gaby, i Bertier el marit d'Aicha,es coneguin però Gaby, només pensa en Pepe.
Mentrestant, Regis proposa a l'inspector en cap Lovain un nou pla per capturar Pepe fent servir com a esquer PIerrot, el jove amic de Pepe, Amb una carta falsa enganya a Pierrot, perquè cregui que la seva mare està malalta fora de la Casta per lo que aquest va a visitar-la acompanyat del traïdor. Unes hores més tard, Tania, la xicota de Pierrot, explica a Pepe la conversa entre Regis i Pierrot, i Pepe reclama parlar amb Regis que es remou nerviós, Pepe retroba Gaby i ella accepta veure'l l'endemà, adonant-se que s'estimen. Pierrot retorna malferit a la Casba i Pepe el porta davant de Regis per a que es pugui venjar però acaba morint quan està a punt de disparar de manera que és Carlos, el subaltern de Pepe, qui el mata d'un tret.
Pepe se sent frustrat perquè no pot sortir de la Casba a veure Gaby i ella vol que la conegui fora de la Casba. Mentrestant, Slimane parla amb Giraux i li aconsella que s'emporti la Gaby i tracen un pla per evitar que ella s'impliqui massa amb en Pepe. Giraux li diu a Gaby que Pepe ha estat assassinat i paral·lelament, un traïdor, l'Arbi, li diu a Pepe que Gaby i Giraux marxen aquella tarda en vaixell de vapor, però que ella encara és a l'hotel.Pepe es nega a escoltar les súpliques d'Inés i surt de la Casba per comprar un bitllet en el vaixell. Despitada, Inés informa Slimane que en Pepe anirà directament al moll per lo que és encerclat just quan ell veu Gaby. Pepe corre cap al vaixell intentant parlar amb Gaby, que no l'ha vist,i un policia li dispara. Mentre Slimane sosté el Pepe moribund, aquest demana disculpes perquè el seu home pensava que Pepe estava intentant escapar, a la qual cosa aquest respon: "I així ho he fet, amic meu".

## Repartiment
- Charles Boyer (Pepe le Moko)
- Sigrid Gurie (Ines)
- Hedy Lamarr (Gaby)
- Joseph Calleia (inspector Slimane)
- Alan Hale (Grandpere)
- Gene Lockhart (Regis)
- Walter Kingsford (inspector en cap Louvain)
- Paul Harvey (comissionat Janvier)
- Stanley Fields (Carlos)
- Johnny Downs (Pierrot)
- Charles D. Brown (Max)
- Robert Greig (Giraux)
- Leonid Kinskey (L'Arbi)
- Joan Woodbury (Aicha)
- Nina Koshetz (Tania)
- Claudia Dell (Marie)
- Ben Hall (Gil)
- Bert Roach (Bertier)
- Gino Corrado (paisà)

## Premis i nominacions
| Premi        | Categoria                   | Receptors          | Resultat |
| ------------ | --------------------------- | ------------------ | -------- |
| Premis Oscar | Millor actor                | Charles Boyer      | Nominat  |
| Premis Oscar | Millor actor secundari      | Gene Lockhart      | Nominat  |
| Premis Oscar | Millor disseny de producció | Alexander Toluboff | Nominat  |
| Premis Oscar | Millor fotografia           | James Wong Howe    | Nominat  |